# Allgäui nyelvjárás
Az allgäui nyelvjárás (ném.: Allgäuerisch) az Allgäu régióban beszélt helyi dialektusok köznyelvi, összefoglaló megnevezése. A megnevezés leegyszerűsített, hiszen a hasonlóságok ellenére különbségek is felfedezhetőek a térség nyelvjárásaiban. Az allgäui nyelvjárások az alemann nyelvjárás részét képezik és a württembergi és vorarlbergi sváb nyelvjárásokkal állnak rokonságban.

## Példamondatok
Felnémet
- Gestern war noch Winter, heute ist schon Frühling. (=Tegnap még tél volt, ma már tavasz van.)

Nyugati allgäui nyelvjárás (Westallgäuerisch)
- Geaschtig isch no Wintr gsi, heit isch scho Frieling. vagy
- Gischt isch no Wintr gsi, hitt isch scho Frialing

Felső allgäui nyelvjárás (Oberallgäuerisch)
- Nächt ischt no Wintr gwea, huit isch schu Frieling/Länzeg.

Keleti allgäui nyelvjárás (Ostallgäuerisch)
- Nächt isch no Wintr gwea, heit isch scho Frialing.

## Szemelvények a szókincsből
| Német             | Allgäui          | Magyar       |
| ----------------- | ---------------- | ------------ |
| Mädchen           | Föhl / Feehl     | Lány         |
| Junge             | Bua              | Fiú          |
| Kleidung          | Hääß             | Ruha         |
| Kopf              | Grind            | Fej          |
| Jungrind          | Schump / Schumpe | Szarvasborjú |
| Korb              | Gretta / Krätte  | Kosár        |
| eigensinnig, stur | gschtäärgrindig  | Makacs       |
| immer             | allat / allet    | Mindig       |

## Fordítás
- Ez a szócikk részben vagy egészben  az   Allgäuerisch című német Wikipédia-szócikk ezen változatának fordításán alapul.  Az eredeti cikk szerkesztőit annak laptörténete sorolja fel. Ez a jelzés csupán a megfogalmazás eredetét és a szerzői jogokat jelzi, nem szolgál a cikkben szereplő információk forrásmegjelöléseként.